# Championnat du monde junior de hockey sur glace 2021
Navigation
Tchéquie 2020 Canada 2022
Le Championnat du monde junior de hockey sur glace 2021 est la 45e édition de cette compétition de hockey sur glace junior organisée par la Fédération internationale de hockey sur glace (IIHF).
Le tournoi a lieu à Edmonton au Canada du 25 décembre 2020 au 5 janvier 2021.
En raison de la pandémie de Covid-19, l'IIHF a annulé l'ensemble de la compétition à l'exception de la Division Élite qui se joue sur un seul site, le Rogers Place, dans une bulle sanitaire, et à huis clos,. Le calendrier est modifié en raison du passage à un site unique au lieu de deux habituellement.

En raison de l'annulation des tournois de toutes les divisions inférieures, aucune équipe ne sera promue de la division IA vers la division Élite. De fait, il n'y aura aucune relégation.

## Format de la compétition
Les 10 équipes de la Division Élite sont scindées en deux poules de 5 où elles disputent un tour préliminaire. Les 4 meilleures sont qualifiées pour les quarts de finale.
Lors des phases de poule, les points sont attribués ainsi :
- victoire : 3 points ;
- victoire en prolongation ou aux tirs de fusillade : 2 points ;
- défaite en prolongation ou aux tirs de fusillade : 1 point ;
- défaite : 0 point.

## Division Élite

### Lieu de la compétition
| \| Edmonton \| Localisation de la ville d'Edmonton à l'ouest du Canada. |
| Edmonton                                                                |

| Rogers Place      |
|                   |
| Capacité : 18 347 |

### Officiels
Tous les officiels sont canadiens.
| Arbitres | Arbitres | Juges de ligne                                                                                     | Juges de ligne                                                                                           |
| --- | --- | -------------------------------------------------------------------------------------------------- | --- |
| - Adam Bloski - Michael Campbell - Alexandre Garon - Olivier Gouin - Kyle Kowalski - Guillaume Labonté - Mike Langin | - Fraser Lawrence - Kevin Maille - Mathieu Menniti - Mark Pearce - Brett Roeland - Carter Sandlak - Tyson Stewart | - Guillaume Brunelle - Matt Ceko - Maxime Chaput - Jonathan Deschamps - Deion Foster - Adam Harris | - Brett Mackey - Kelsey Mahoney - Matthew Mannella - Ben O'Quinn - Nathan Vanoosten - Tarrington Wyonzek |

### Équipes participantes
Le classement mondial est indiqué entre parenthèses.
| Groupe A      | Groupe B         |
| ------------- | ---------------- |
| Allemagne (9) | Autriche (10) IA |
| Canada (1) H  | États-Unis (6)   |
| Finlande (4)  | Russie (2)       |
| Slovaquie (8) | Suède (3)        |
| Suisse (5)    | Tchéquie (7)     |

IA : Promu de la Division IA   -   H : pays hôte

### Tour préliminaire

#### Groupe A

##### Matchs
| 25 décembre | Suisse | 0-1 (0-0, 0-0, 0-1) | Slovaquie | Rogers Place |

| Feuille de match | Feuille de match | Feuille de match | Feuille de match                    | Feuille de match                                                                             |
| ---------------- | ---------------- | ---------------- | ----------------------------------- | -------------------------------------------------------------------------------------------- |
|                  |                  | 0-1              | Faith (Nemec, Mrázik) — 54 min 17 s | Arbitrage : Fraser Lawrence et Carter Sandlak Juges de lignes : Maxime Chaput et Adam Harris |
| Fatton           | Gardiens         | Latkóczy         |                                     | Arbitrage : Fraser Lawrence et Carter Sandlak Juges de lignes : Maxime Chaput et Adam Harris |
| 12 min           | Pénalités        | 18 min           |                                     | Arbitrage : Fraser Lawrence et Carter Sandlak Juges de lignes : Maxime Chaput et Adam Harris |
| 28               | Tirs             | 32               |                                     | Arbitrage : Fraser Lawrence et Carter Sandlak Juges de lignes : Maxime Chaput et Adam Harris |

| 25 décembre | Allemagne | 3-5 (0-2, 2-3, 1-0) | Finlande | Rogers Place |

| Feuille de match | Feuille de match                                                                                         | Feuille de match                | Feuille de match | Feuille de match                                                                              |
| ---------------- | --- | ------------------------------- | --- | --------------------------------------------------------------------------------------------- |
|                  | - Dubé (Volek, Elias) — 25 min 34 s (SN) Stützle (Peterka) — 30 min 35 s - Elias (Stützle) — 48 min 13 s | 0-1 0-2 0-3 1-3 2-3 2-4 2-5 3-5 | Lundell (Hatakka, Hirvonen) — 3 min 38 s Räty (Nikkanen, Heinola) — 19 min 48 s Pyyhtiä (Kokkonen, Räty) — 21 min 39 s - Niemelä (Simontaival) — 31 min 53 s Nikkanen (Pärssinen, Niemelä) — 33 min 51 s (SN) - | Arbitrage : Kyle Kowalski et Tyson Stewart Juges de lignes : Brett Mackey et Matthew Mannella |
| Tiefensee        | Gardiens                                                                                                 | Piiroinen                       | | Arbitrage : Kyle Kowalski et Tyson Stewart Juges de lignes : Brett Mackey et Matthew Mannella |
| 6 min            | Pénalités                                                                                                | 14 min                          | | Arbitrage : Kyle Kowalski et Tyson Stewart Juges de lignes : Brett Mackey et Matthew Mannella |
| 22               | Tirs | 50                              | | Arbitrage : Kyle Kowalski et Tyson Stewart Juges de lignes : Brett Mackey et Matthew Mannella |

| 26 décembre | Allemagne | 2-16 (1-4, 0-7, 1-5) | Canada | Rogers Place |

| Feuille de match                 | Feuille de match                                                                        | Feuille de match                                                                | Feuille de match | Feuille de match                                                                              |
| -------------------------------- | --------------------------------------------------------------------------------------- | ------------------------------------------------------------------------------- | --- | --------------------------------------------------------------------------------------------- |
|                                  | - Peterka (Elias, Alberg) — 13 min 12 s (SN) - Elias (Peterka, Gnyp) — 59 min 42 s (SN) | 0-1 0-2 1-2 1-3 1-4 1-5 1-6 1-7 1-8 1-9 1-10 1-11 1-12 1-13 1-14 1-15 1-16 2-16 | Guhle (Quinn, Barron) — 1 min 54 s Mercer — 7 min 27 s (IN) - Tomasino — 14 min 20 s Krebs (Cozens, McMichael) — 19 min 58 s (SN) Mercer (Tomasino, Drysdale) — 22 min 40 s Suzuki (Mercer) — 25 min 36 s Newhook (Cozens) — 26 min 40 s Newhook (Cozens) — 30 min 59 s Tomasino (Barron, Mercer) — 33 min 1 s Cozens — 38 min 14 s Krebs (Perfetti) — 39 min 51 s Cozens (McMichael, Perfetti) — 40 min 37 s (SN) Cozens (Newhook, Holloway) — 44 min 33 s Pelletier (Byram, Byfield) — 45 min 2 s Harley (Perfetti, Krebs) — 46 min 24 s McMichael — 46 min 38 s (IN) - | Arbitrage : Adam Bloski et Mark Pearce Juges de lignes : Guillaume Brunelle et Kelsey Mahoney |
| Tiefensee (20 min) Gahr (40 min) | Gardiens                                                                                | Levi (40 min) Garand (20 min)                                                   | | Arbitrage : Adam Bloski et Mark Pearce Juges de lignes : Guillaume Brunelle et Kelsey Mahoney |
| 8 min                            | Pénalités                                                                               | 33 min                                                                          | | Arbitrage : Adam Bloski et Mark Pearce Juges de lignes : Guillaume Brunelle et Kelsey Mahoney |
| 15                               | Tirs                                                                                    | 44                                                                              | | Arbitrage : Adam Bloski et Mark Pearce Juges de lignes : Guillaume Brunelle et Kelsey Mahoney |

| 27 décembre | Finlande | 4-1 (1-1, 1-0, 2-0) | Suisse | Rogers Place |

| Feuille de match | Feuille de match | Feuille de match    | Feuille de match                              | Feuille de match                                                                       |
| ---------------- | --- | ------------------- | --------------------------------------------- | -------------------------------------------------------------------------------------- |
|                  | - Lundell (Simontaival) — 4 min 20 s Pärssinen (Niemelä, Lambert) — 24 min 35 s (SN) Räty (Lambert, Niemelä) — 50 min 41 s (SN) Simontaival (Hirvonen, Lundell) — 56 min 49 s (SN) | 0-1 1-1 2-1 3-1 4-1 | Biasca (Fust, Allenspach) — 3 min 44 s (SN) - | Arbitrage : Alendre Garon et Kevin Maille Juges de lignes : Adam Harris et Ben O'Quinn |
| Taponen          | Gardiens | Fatton              |                                               | Arbitrage : Alendre Garon et Kevin Maille Juges de lignes : Adam Harris et Ben O'Quinn |
| 12 min           | Pénalités | 10 min              |                                               | Arbitrage : Alendre Garon et Kevin Maille Juges de lignes : Adam Harris et Ben O'Quinn |
| 43               | Tirs | 14                  |                                               | Arbitrage : Alendre Garon et Kevin Maille Juges de lignes : Adam Harris et Ben O'Quinn |

| 27 décembre | Slovaquie | 1-3 (0-1, 0-0, 1-2) | Canada | Rogers Place |

| Feuille de match | Feuille de match                                    | Feuille de match | Feuille de match                                                                                 | Feuille de match                                                                                  |
| ---------------- | --------------------------------------------------- | ---------------- | ------------------------------------------------------------------------------------------------ | ------------------------------------------------------------------------------------------------- |
|                  | - Chromiak (Faith, Nemec) — 58 min 36 s (SN + JS) - | 0-1 0-2 1-2 1-3  | Spence (Tomasino, Mercer) — 4 min 8 s Tomasino (Cozens) — 56 min 25 s - Quinn — 59 min 47 s (CV) | Arbitrage : Mike Langin et Tyson Stewart Juges de lignes : Jonathan Deschamps et Matthew Mannella |
| Hlavaj           | Gardiens                                            | Levi             |                                                                                                  | Arbitrage : Mike Langin et Tyson Stewart Juges de lignes : Jonathan Deschamps et Matthew Mannella |
| 4 min            | Pénalités                                           | 6 min            |                                                                                                  | Arbitrage : Mike Langin et Tyson Stewart Juges de lignes : Jonathan Deschamps et Matthew Mannella |
| 18               | Tirs                                                | 23               |                                                                                                  | Arbitrage : Mike Langin et Tyson Stewart Juges de lignes : Jonathan Deschamps et Matthew Mannella |

| 28 décembre | Slovaquie | 3-4 (pr) (1-1, 2-2, 0-0, 0-1) | Allemagne | Rogers Place |

| Feuille de match | Feuille de match | Feuille de match            | Feuille de match | Feuille de match                                                                                  |
| ---------------- | --- | --------------------------- | --- | ------------------------------------------------------------------------------------------------- |
|                  | - Mrázik (Golian) — 10 min 7 s (IN) Myklukha (Kolenič, Eliaš) — 23 min 10 s - Mrázik (Nemec, Jellúš) — 34 min 41 s (SN) - | 0-1 1-1 2-1 2-2 3-2 3-3 3-4 | Stützle (Elias, Gnyp) — 5 min 39 s - Stützle (Gnyp, Bugl) — 28 min 13 s (SN) Elias (Gnyp, Peterka) — 39 min 14 s (SN) - Zimmermann (Peterka, Stützle) — 64 min 1 s (SN) | Arbitrage : Mathieu Menniti et Brett Roeland Juges de lignes : Brett Mackey et Tarrington Wyonzek |
| Latkóczy         | Gardiens | Bugl                        | | Arbitrage : Mathieu Menniti et Brett Roeland Juges de lignes : Brett Mackey et Tarrington Wyonzek |
| 14 min           | Pénalités | 6 min                       | | Arbitrage : Mathieu Menniti et Brett Roeland Juges de lignes : Brett Mackey et Tarrington Wyonzek |
| 25               | Tirs | 32                          | | Arbitrage : Mathieu Menniti et Brett Roeland Juges de lignes : Brett Mackey et Tarrington Wyonzek |

| 29 décembre | Canada | 10-0 (1-0, 4-0, 5-0) | Suisse | Rogers Place |

| Feuille de match | Feuille de match | Feuille de match                         | Feuille de match | Feuille de match                                                                                  |
| ---------------- | --- | ---------------------------------------- | ---------------- | ------------------------------------------------------------------------------------------------- |
|                  | Tomasino (Byfield, Quinn) — 1 min 30 s Cozens (Perfetti, McMichael) — 21 min 40 s (SN) Pelletier (Zary, Byfield) — 28 min 2 s Suzuki (Byfield, Newhook) — 33 min 44 s (SN) McMichael (Cozens) — 37 min 53 s Byfield (Drysdale, Suzuki) — 45 min 16 s (SN) Byfield (Quinn, Pelletier) — 48 min 7 s Perfetti (Krebs, Newhook) — 49 min 9 s Guhle (Korczak, Krebs) — 53 min 28 s Pelletier (Byfield) — 55 min 35 s | 1-0 2-0 3-0 4-0 5-0 6-0 7-0 8-0 9-0 10-0 |                  | Arbitrage : Alexandre Garon et Fraser Lawrence Juges de lignes : Brett Mackey et Nathan Vanoosten |
| Levi             | Gardiens | Patenaude                                |                  | Arbitrage : Alexandre Garon et Fraser Lawrence Juges de lignes : Brett Mackey et Nathan Vanoosten |
| 12 min           | Pénalités | 22 min                                   |                  | Arbitrage : Alexandre Garon et Fraser Lawrence Juges de lignes : Brett Mackey et Nathan Vanoosten |
| 52               | Tirs | 15                                       |                  | Arbitrage : Alexandre Garon et Fraser Lawrence Juges de lignes : Brett Mackey et Nathan Vanoosten |

| 30 décembre | Finlande | 6-0 (1-0, 2-0, 3-0) | Slovaquie | Rogers Place |

| Feuille de match | Feuille de match | Feuille de match        | Feuille de match | Feuille de match                                                                          |
| ---------------- | --- | ----------------------- | ---------------- | ----------------------------------------------------------------------------------------- |
|                  | Lundell (Simontaival, Hirvonen) — 8 min 57 s Niemelä (Lundell) — 26 min 9 s (JS) Simontaival (Lundell, Niemelä) — 28 min 35 s Hatakka (Hirvonen) — 46 min 10 s Helenuis (Korhonen, Petman) — 47 min 27 s Helenius (Korhonen) — 53 min 49 s | 1-0 2-0 3-0 4-0 5-0 6-0 |                  | Arbitrage : Adam Bloski et Kevin Maille Juges de lignes : Deion Foster et Michael McGowan |
| Piiroinen        | Gardiens | Hlavaj                  |                  | Arbitrage : Adam Bloski et Kevin Maille Juges de lignes : Deion Foster et Michael McGowan |
| 6 min            | Pénalités | 10 min                  |                  | Arbitrage : Adam Bloski et Kevin Maille Juges de lignes : Deion Foster et Michael McGowan |
| 50               | Tirs | 12                      |                  | Arbitrage : Adam Bloski et Kevin Maille Juges de lignes : Deion Foster et Michael McGowan |

| 30 décembre | Suisse | 4-5 (0-3, 0-1, 4-1) | Allemagne | Rogers Place |

| Feuille de match | Feuille de match | Feuille de match                    | Feuille de match | Feuille de match                                                                                   |
| ---------------- | --- | ----------------------------------- | --- | -------------------------------------------------------------------------------------------------- |
|                  | - Delemont (Allenspach, Canonica) — 49 min 59 s Dähler — 50 min 55 s - Meier (Allenspach) — 58 min 14 s (SN + JS) Knak (Meier, Baragano) — 59 min 36 s (SN + JS) | 0-1 0-2 0-3 0-4 1-4 2-4 2-5 3-5 4-5 | Peterka (Stützle, Elias) — 4 min 38 s Stützle (Elias, Peterka) — 9 min 8 s Peterka (Stützle, Alberg) — 17 min 16 s (2 SN) Stützle (Peterka) — 33 min 19 s (SN) - Peterka (Stützle) — 57 min 39 s (CV) - | Arbitrage : Guillaume Labonte et Mark Pearce Juges de lignes : Guillaume Brunelle et Maxime Chaput |
| Fatton           | Gardiens | Bugl                                | | Arbitrage : Guillaume Labonte et Mark Pearce Juges de lignes : Guillaume Brunelle et Maxime Chaput |
| 16 min           | Pénalités | 37 min                              | | Arbitrage : Guillaume Labonte et Mark Pearce Juges de lignes : Guillaume Brunelle et Maxime Chaput |
| 35               | Tirs | 25                                  | | Arbitrage : Guillaume Labonte et Mark Pearce Juges de lignes : Guillaume Brunelle et Maxime Chaput |

| 31 décembre | Canada | 4-1 (1-0, 2-0, 1-1) | Finlande | Rogers Place |

| Feuille de match | Feuille de match | Feuille de match    | Feuille de match                                   | Feuille de match                                                                                |
| ---------------- | --- | ------------------- | -------------------------------------------------- | ----------------------------------------------------------------------------------------------- |
|                  | Cozens — 3 min 49 s Holloway (Pelletier, Schneider) — 26 min 54 s Krebs (Byram, Zary) — 32 min 58 s - Cozens — 58 min 43 s (CV) | 1-0 2-0 3-0 3-1 4-1 | - Lambert (Niemelä, Pärssinen) — 45 min 5 s (IN) - | Arbitrage : Michael Campbell et Mike Langin Juges de lignes : Jonathan Deschamps et Ben O'Quinn |
| Levi             | Gardiens | Piiroinen           |                                                    | Arbitrage : Michael Campbell et Mike Langin Juges de lignes : Jonathan Deschamps et Ben O'Quinn |
| 2 min            | Pénalités | 10 min              |                                                    | Arbitrage : Michael Campbell et Mike Langin Juges de lignes : Jonathan Deschamps et Ben O'Quinn |
| 40               | Tirs | 19                  |                                                    | Arbitrage : Michael Campbell et Mike Langin Juges de lignes : Jonathan Deschamps et Ben O'Quinn |

##### Classement
| Clt   | Équipe    | PJ | V | VP | D | DP | BP | BC | Diff | Pts |
| ----- | --------- | -- | - | -- | - | -- | -- | -- | ---- | --- |
| +001, | Canada    | 4  | 4 | 0  | 0 | 0  | 33 | 4  | +29  | 12  |
| +002, | Finlande  | 4  | 3 | 0  | 1 | 0  | 16 | 8  | +8   | 9   |
| +003, | Allemagne | 4  | 1 | 1  | 2 | 0  | 14 | 28 | -14  | 5   |
| +004, | Slovaquie | 4  | 1 | 0  | 2 | 1  | 5  | 13 | -8   | 4   |
| +005, | Suisse    | 4  | 0 | 0  | 4 | 0  | 5  | 20 | -15  | 0   |

- en gras, qualifié pour les quarts de finale

#### Groupe B

##### Matchs
| 25 décembre | Russie | 5-3 (1-1, 3-0, 1-2) | États-Unis | Rogers Place |

| Feuille de match | Feuille de match | Feuille de match                        | Feuille de match | Feuille de match                                                                             |
| ---------------- | --- | --------------------------------------- | --- | -------------------------------------------------------------------------------------------- |
|                  | Ponomariov (Kniazev, Kirsanov) — 8 min 7 s - Bardakov (Grochev) — 23 min 12 s Ponomariov — 31 min 8 s Safonov — 32 min 15 s - Tchinakhov (Amirov, Khousnoutdinov) — 59 min 39 s (CV) | 1-0 1-1 2-1 3-1 4-1 4-2 4-3 5-3         | - York (Caufield, Boldy) — 14 min 1 s - Farinacci (Helleson, Brink) — 49 min 57 s Zegras (York) — 57 min 42 s (SN + JS) - | Arbitrage : Olivier Gouin et Brett Roeland Juges de lignes : Ben O’Quinn et Nathan Vanoosten |
| Askarov          | Gardiens | Knight (32 min 15 s) Wolf (26 min 35 s) | | Arbitrage : Olivier Gouin et Brett Roeland Juges de lignes : Ben O’Quinn et Nathan Vanoosten |
| 8 min            | Pénalités | 2 min                                   | | Arbitrage : Olivier Gouin et Brett Roeland Juges de lignes : Ben O’Quinn et Nathan Vanoosten |
| 24               | Tirs | 26                                      | | Arbitrage : Olivier Gouin et Brett Roeland Juges de lignes : Ben O’Quinn et Nathan Vanoosten |

| 26 décembre | Suède | 7-1 (1-1, 3-0, 3-0) | Tchéquie | Rogers Place |

| Feuille de match | Feuille de match | Feuille de match                | Feuille de match                      | Feuille de match                                                                                             |
| ---------------- | --- | ------------------------------- | ------------------------------------- | --- |
|                  | - Costmar (Söderström, Hedström) — 10 min 46 s Sundsvik (Holmström, Broberg) — 29 min 8 s (SN) Heineman (Broberg, Björnfot) — 31 min 55 s (IN) Niederbach (Broberg, Söderblom) — 36 min 5 s Söderblom (Raymond, Söderström) — 45 min 4 s (SN) Bjerselius (Björnfot, Nybeck) — 52 min 22 s Gunler (Söderström, Holmström) — 57 min 37 s (SN) | 0-1 1-1 2-1 3-1 4-1 5-1 6-1 7-1 | Myšák (Pytlík, Teplý) — 10 min 14 s - | Arbitrage : Michael Campbell et Guillaume Labonté Juges de lignes : Jonathan Deschamps et Tarrington Wyonzek |
| Alnefelt         | Gardiens | Malík                           |                                       | Arbitrage : Michael Campbell et Guillaume Labonté Juges de lignes : Jonathan Deschamps et Tarrington Wyonzek |
| 10 min           | Pénalités | 12 min                          |                                       | Arbitrage : Michael Campbell et Guillaume Labonté Juges de lignes : Jonathan Deschamps et Tarrington Wyonzek |
| 41               | Tirs | 25                              |                                       | Arbitrage : Michael Campbell et Guillaume Labonté Juges de lignes : Jonathan Deschamps et Tarrington Wyonzek |

| 26 décembre | États-Unis | 11-0 (1-0, 6-0, 4-0) | Autriche | Rogers Place |

| Feuille de match | Feuille de match | Feuille de match                                 | Feuille de match | Feuille de match                                                                             |
| ---------------- | --- | ------------------------------------------------ | ---------------- | -------------------------------------------------------------------------------------------- |
|                  | Turcotte (Helleson, Zegras) — 15 min 31 s Zegras (Turcotte, Kaliyev) — 24 min 35 s Farinacci (Johnson, Berard) — 25 min 3 s Brisson (Sanderson) — 28 min 5 s (SN) Zegras (Turcotte) — 31 min 59 s Boldy (Beniers, Faber) — 34 min 15 s Boldy (Kaliyev, York) — 38 min 24 s (SN) Berard (Farinacci) — 42 min 25 s Brisson (Kleven, Moynihan) — 43 min 7 s Boldy (Zegras, Moynihan) — 45 min 52 s Colangelo (Faber, Berard) — 49 min 45 s | 1-0 2-0 3-0 4-0 5-0 6-0 7-0 8-0 9-0 10-0 11-0    |                  | Arbitrage : Mike Langin et Mathieu Menniti Juges de lignes : Deion Foster et Michael McGowan |
| Wolf             | Gardiens | Wraneschitz (49 min 12 s) Brandner (10 min 48 s) |                  | Arbitrage : Mike Langin et Mathieu Menniti Juges de lignes : Deion Foster et Michael McGowan |
| 4 min            | Pénalités | 29 min                                           |                  | Arbitrage : Mike Langin et Mathieu Menniti Juges de lignes : Deion Foster et Michael McGowan |
| 73               | Tirs | 10                                               |                  | Arbitrage : Mike Langin et Mathieu Menniti Juges de lignes : Deion Foster et Michael McGowan |

| 27 décembre | Tchéquie | 2-0 (0-0, 1-0, 1-0) | Russie | Rogers Place |

| Feuille de match | Feuille de match                                    | Feuille de match | Feuille de match | Feuille de match                                                                            |
| ---------------- | --------------------------------------------------- | ---------------- | ---------------- | ------------------------------------------------------------------------------------------- |
|                  | Koffer (Rychlovský) — 36 min 38 s Lang — 45 min 7 s | 1-0 2-0          |                  | Arbitrage : Oliver Gouin et Kyle Kowalski Juges de lignes : Maxime Chaput et Kelsey Mahoney |
| Pařík            | Gardiens                                            | Askarov          |                  | Arbitrage : Oliver Gouin et Kyle Kowalski Juges de lignes : Maxime Chaput et Kelsey Mahoney |
| 20 min           | Pénalités                                           | 4 min            |                  | Arbitrage : Oliver Gouin et Kyle Kowalski Juges de lignes : Maxime Chaput et Kelsey Mahoney |
| 29               | Tirs                                                | 30               |                  | Arbitrage : Oliver Gouin et Kyle Kowalski Juges de lignes : Maxime Chaput et Kelsey Mahoney |

| 28 décembre | Autriche | 0-4 (0-1, 0-2, 0-1) | Suède | Rogers Place |

| Feuille de match | Feuille de match | Feuille de match | Feuille de match | Feuille de match                                                                                      |
| ---------------- | ---------------- | ---------------- | --- | --- |
|                  |                  | 0-1 0-2 0-3 0-4  | Gunler (Johansson, Holmström) — 17 min 45 s (SN) Niederbach (Söderström, Raymond) — 24 min 36 s (SN) Gunler (Holmström, Berglund) — 30 min 57 s Raymond (Holtz, Sundsvik) — 52 min 37 s | Arbitrage : Guillaume Labonte et Kevin Maille Juges de lignes : Guillaume Brunelle et Michael McGowan |
| Wraneschitz      | Gardiens         | Alnefelt         | | Arbitrage : Guillaume Labonte et Kevin Maille Juges de lignes : Guillaume Brunelle et Michael McGowan |
| 8 min            | Pénalités        | 0 min            | | Arbitrage : Guillaume Labonte et Kevin Maille Juges de lignes : Guillaume Brunelle et Michael McGowan |
| 6                | Tirs             | 65               | | Arbitrage : Guillaume Labonte et Kevin Maille Juges de lignes : Guillaume Brunelle et Michael McGowan |

| 29 décembre | États-Unis | 7-0 (0-0, 3-0, 4-0) | Tchéquie | Rogers Place |

| Feuille de match | Feuille de match | Feuille de match                       | Feuille de match | Feuille de match                                                                                 |
| ---------------- | --- | -------------------------------------- | ---------------- | ------------------------------------------------------------------------------------------------ |
|                  | Brink (Berard) — 25 min 33 s Zegras (Thrun) — 33 min 30 s Brink (Beniers, Johnson) — 35 min 56 s Zegras (Faber, York) — 46 min 3 s (JS) Kaliyev (York, Zegras) — 48 min 18 s (SN) Caufield (Zegras, York) — 50 min 22 s (SN) Boldy (Zegras, Caufield) — 51 min 22 s (SN) | 1-0 2-0 3-0 4-0 5-0 6-0 7-0            |                  | Arbitrage : Michael Campbell et Carter Sanklak Juges de lignes : Matthew Mannella et Ben O'Quinn |
| Knight           | Gardiens | Pařík (51 min 22 s) Malík (8 min 38 s) |                  | Arbitrage : Michael Campbell et Carter Sanklak Juges de lignes : Matthew Mannella et Ben O'Quinn |
| 4 min            | Pénalités | 24 min                                 |                  | Arbitrage : Michael Campbell et Carter Sanklak Juges de lignes : Matthew Mannella et Ben O'Quinn |
| 32               | Tirs | 22                                     |                  | Arbitrage : Michael Campbell et Carter Sanklak Juges de lignes : Matthew Mannella et Ben O'Quinn |

| 29 décembre | Autriche | 1-7 (0-4, 1-0, 0-3) | Russie | Rogers Place |

| Feuille de match | Feuille de match                   | Feuille de match                | Feuille de match | Feuille de match                                                                            |
| ---------------- | ---------------------------------- | ------------------------------- | --- | ------------------------------------------------------------------------------------------- |
|                  | - Peeters (Kasper) — 27 min 38 s - | 0-1 0-2 0-3 0-4 1-4 1-5 1-6 1-7 | Amirov — 4 min 40 s (TP) Podkolzine (Bytchkov, Tchistiakov) — 6 min 11 s Podkolzine (Kniazev, Amirov) — 13 min 44 s Khousnoutdinov (Podkolzine, Bytchkov) — 16 min 19 s - Kniazev (Afanassiev, Khousnoutdinov) — 41 min 46 s (SN) Afanassiev (Abramov, Gritsiouk) — 57 min 44 s Gritsiouk (Afanassiev, Bytchkov) — 58 min 29 s | Arbitrage : Adam Bloski et Mark Pearce Juges de lignes : Jonathan Deschamps et Deion Foster |
| Brandner         | Gardiens                           | Akhtiamov                       | | Arbitrage : Adam Bloski et Mark Pearce Juges de lignes : Jonathan Deschamps et Deion Foster |
| 4 min            | Pénalités                          | 14 min                          | | Arbitrage : Adam Bloski et Mark Pearce Juges de lignes : Jonathan Deschamps et Deion Foster |
| 18               | Tirs                               | 50                              | | Arbitrage : Adam Bloski et Mark Pearce Juges de lignes : Jonathan Deschamps et Deion Foster |

| 30 décembre | Russie | 4-3 (pr) (2-1, 0-1, 1-1, 1-0) | Suède | Rogers Place |

| Feuille de match | Feuille de match | Feuille de match            | Feuille de match | Feuille de match                                                                                |
| ---------------- | --- | --------------------------- | --- | ----------------------------------------------------------------------------------------------- |
|                  | Afanassiev (Abramov, Gritsiouk) — 7 min 28 s - Amirov (Podkolzine, Khousnoutdinov) — 19 min 14 s (SN) - Kirsanov (Kniazev, Amirov) — 49 min 46 s (SN) - Khousnoutdinov (Amirov, Tchistiakov) — 64 min 54 s (SN) | 1-0 1-1 2-1 2-2 3-2 3-3 4-3 | - Costmar (Gunler, Holmström) — 14 min 33 s - Holtz (Sundsvik, Andrae) — 35 min 59 s - Gunler (Holtz, Söderström) — 59 min (JS) - | Arbitrage : Brett Roeland et Carter Sandlak Juges de lignes : Adam Harris et Tarrington Wyonzek |
| Askarov          | Gardiens | Wallstedt                   | | Arbitrage : Brett Roeland et Carter Sandlak Juges de lignes : Adam Harris et Tarrington Wyonzek |
| 10 min           | Pénalités | 8 min                       | | Arbitrage : Brett Roeland et Carter Sandlak Juges de lignes : Adam Harris et Tarrington Wyonzek |
| 35               | Tirs | 36                          | | Arbitrage : Brett Roeland et Carter Sandlak Juges de lignes : Adam Harris et Tarrington Wyonzek |

| 31 décembre | Tchéquie | 7-0 (0-0, 3-0, 4-0) | Autriche | Rogers Place |

| Feuille de match | Feuille de match | Feuille de match            | Feuille de match | Feuille de match                                                                               |
| ---------------- | --- | --------------------------- | ---------------- | ---------------------------------------------------------------------------------------------- |
|                  | Kubíček (Vitouch, Novák) — 26 min 21 s Lang (Haš, Svozil) — 32 min 5 s Lang (Myšák, Kubíček) — 38 min 11 s Přikryl (Mužík, Martin BeránekBeránek) — 39 min 27 s Novák (Raška, Jiříček) — 41 min 39 s Jiříček (Vitouch, Novák) — 56 min 45 s Myšák (Lang, Teplý) — 59 min 34 s | 1-0 2-0 3-0 4-0 5-0 6-0 7-0 |                  | Arbitrage : Alexandre Garon et Kyle Kowalski Juges de lignes : Deion Foster et Michael McGowan |
| Malík            | Gardiens | Wraneschitz                 |                  | Arbitrage : Alexandre Garon et Kyle Kowalski Juges de lignes : Deion Foster et Michael McGowan |
| 0 min            | Pénalités | 2 min                       |                  | Arbitrage : Alexandre Garon et Kyle Kowalski Juges de lignes : Deion Foster et Michael McGowan |
| 61               | Tirs | 15                          |                  | Arbitrage : Alexandre Garon et Kyle Kowalski Juges de lignes : Deion Foster et Michael McGowan |

| 31 décembre | Suède | 0-4 (0-2, 0-2, 0-0) | États-Unis | Rogers Place |

| Feuille de match | Feuille de match | Feuille de match | Feuille de match | Feuille de match                                                                                |
| ---------------- | ---------------- | ---------------- | --- | ----------------------------------------------------------------------------------------------- |
|                  |                  | 0-1 0-2 0-3 0-4  | Helleson (Farinacci, Brink) — 1 min 9 s Zegras (Faber) — 3 min 58 s Johnson (Zegras, Turcotte) — 22 min Turcotte (Kaliyev, Zegras) — 23 min 55 s | Arbitrage : Olivier Gouin et Tyson Stewart Juges de lignes : Kelsey Mahoney et Nathan Vanoosten |
| Alnefelt         | Gardiens         | Knight           | | Arbitrage : Olivier Gouin et Tyson Stewart Juges de lignes : Kelsey Mahoney et Nathan Vanoosten |
| 4 min            | Pénalités        | 2 min            | | Arbitrage : Olivier Gouin et Tyson Stewart Juges de lignes : Kelsey Mahoney et Nathan Vanoosten |
| 27               | Tirs             | 37               | | Arbitrage : Olivier Gouin et Tyson Stewart Juges de lignes : Kelsey Mahoney et Nathan Vanoosten |

##### Classement
| Clt   | Équipe     | PJ | V | VP | D | DP | BP | BC | Diff | Pts |
| ----- | ---------- | -- | - | -- | - | -- | -- | -- | ---- | --- |
| +001, | États-Unis | 4  | 3 | 0  | 1 | 0  | 25 | 5  | +20  | 9   |
| +002, | Russie     | 4  | 2 | 1  | 1 | 0  | 16 | 9  | +7   | 8   |
| +003, | Suède      | 4  | 2 | 0  | 1 | 1  | 14 | 9  | +5   | 7   |
| +004, | Tchéquie   | 4  | 2 | 0  | 2 | 0  | 10 | 14 | -4   | 6   |
| +005, | Autriche   | 4  | 0 | 0  | 4 | 0  | 1  | 29 | -28  | 0   |

- en gras, qualifié pour les quarts de finale

### Tour final

#### Tableau
|  | Quarts de finale | Quarts de finale |            |           | Demi-finales           | Demi-finales           |   |  | Finale    | Finale    |
|  | Quarts de finale | Quarts de finale |            |           | Demi-finales           | Demi-finales           |   |  | Finale    | Finale    |
|  |                  |                  |            |           |                        |                        |   |  |           |           |
|  | 2 janvier        | 2 janvier        |            |           | 4 janvier              | 4 janvier              |   |  | 5 janvier | 5 janvier |
|  | 2 janvier        | 2 janvier        |            |           | 4 janvier              | 4 janvier              |   |  | 5 janvier | 5 janvier |
|  | Canada           | 3                |            |           | 4 janvier              | 4 janvier              |   |  | 5 janvier | 5 janvier |
|  | Canada           | 3                |            |           | 4 janvier              | 4 janvier              |   |  | 5 janvier | 5 janvier |
|  | Tchéquie         | 0                |            |           | 4 janvier              | 4 janvier              |   |  | 5 janvier | 5 janvier |
|  | Tchéquie         | 0                | Canada     | 5         |                        |                        |   |  | 5 janvier | 5 janvier |
|  | 2 janvier        |                  | Canada     | 5         |                        |                        |   |  | 5 janvier | 5 janvier |
|  |                  | Russie           | 0          |           |                        |                        |   |  | 5 janvier | 5 janvier |
|  | Russie           | Russie           | 0          | 2         |                        |                        |   |  | 5 janvier | 5 janvier |
|  | Russie           |                  |            | 2         |                        |                        |   |  | 5 janvier | 5 janvier |
|  | Allemagne        | 1                |            |           |                        |                        |   |  | 5 janvier | 5 janvier |
|  | Allemagne        | 1                | Canada     | 0         |                        |                        |   |  |           |           |
|  | 2 janvier        |                  | Canada     | 0         |                        |                        |   |  |           |           |
|  |                  | États-Unis       | 2          |           |                        |                        |   |  |           |           |
|  | États-Unis       | États-Unis       | 2          | 5         |                        |                        |   |  |           |           |
|  | États-Unis       | 4 janvier        |            | 5         |                        |                        |   |  |           |           |
|  | Slovaquie        | 2                |            |           |                        |                        |   |  |           |           |
|  | Slovaquie        | 2                | États-Unis | 4         |                        |                        |   |  |           |           |
|  | 2 janvier        | 2 janvier        | États-Unis | 4         | Match pour la 3e place | Match pour la 3e place |   |  |           |           |
|  | 2 janvier        | 2 janvier        |            | Finlande  | Match pour la 3e place | Match pour la 3e place | 3 |  |           |           |
|  | Finlande         | 2                | 5 janvier  | 5 janvier |                        |                        | 3 |  |           |           |
|  | Finlande         | 2                | 5 janvier  | 5 janvier |                        |                        |   |  |           |           |
|  | Suède            | 2                |            | Russie    | 1                      |                        |   |  |           |           |
|  | Suède            | 2                |            | Russie    | 1                      |                        |   |  |           |           |
|  |                  |                  |            |           |                        |                        |   |  | Finlande  | 4         |
|  |                  |                  |            |           |                        |                        |   |  | Finlande  | 4         |

#### Quarts de finale
| 2 janvier | Russie | 2-1 (1-0, 1-0, 0-1) | Allemagne | Rogers Place |

| Feuille de match | Feuille de match                                                                                      | Feuille de match | Feuille de match      | Feuille de match                                                                           |
| ---------------- | --- | ---------------- | --------------------- | ------------------------------------------------------------------------------------------ |
|                  | Ponomariov (Tchistiakov, Bardakov) — 9 min 6 s (IN) Bachkirov (Afanassiev, Gritsiouk) — 28 min 27 s - | 1-0 2-0 2-1      | - Elias — 43 min 24 s | Arbitrage : Kyle Kowalski et Mathieu Menniti Juges de lignes : Adam Harris et Brett Mackey |
| Askarov          | Gardiens                                                                                              | Bugl             |                       | Arbitrage : Kyle Kowalski et Mathieu Menniti Juges de lignes : Adam Harris et Brett Mackey |
| 10 min           | Pénalités                                                                                             | 4 min            |                       | Arbitrage : Kyle Kowalski et Mathieu Menniti Juges de lignes : Adam Harris et Brett Mackey |
| 27               | Tirs                                                                                                  | 19               |                       | Arbitrage : Kyle Kowalski et Mathieu Menniti Juges de lignes : Adam Harris et Brett Mackey |

| 2 janvier | Finlande | 3-2 (0-2, 1-0, 2-0) | Suède | Rogers Place |

| Feuille de match | Feuille de match                                                                                             | Feuille de match    | Feuille de match                                                          | Feuille de match                                                                           |
| ---------------- | --- | ------------------- | ------------------------------------------------------------------------- | ------------------------------------------------------------------------------------------ |
|                  | - Nikkanen (Viro, Lambert) — 25 min 32 s Lundell (Heinola) — 51 min 4 s (SN) Hirvonen (Petman) — 59 min 35 s | 0-1 0-2 1-2 2-2 3-2 | Raymond (Johansson) — 14 min 28 s Söderblom (Raymond) — 16 min 5 s (SN) - | Arbitrage : Olivier Gouin et Mike Langin Juges de lignes : Matthew Mannella et Ben O'Quinn |
| Piiroinen        | Gardiens | Alnefelt            |                                                                           | Arbitrage : Olivier Gouin et Mike Langin Juges de lignes : Matthew Mannella et Ben O'Quinn |
| 20 min           | Pénalités | 16 min              |                                                                           | Arbitrage : Olivier Gouin et Mike Langin Juges de lignes : Matthew Mannella et Ben O'Quinn |
| 31               | Tirs | 24                  |                                                                           | Arbitrage : Olivier Gouin et Mike Langin Juges de lignes : Matthew Mannella et Ben O'Quinn |

| 2 janvier | Canada | 3-0 (2-0, 0-0, 1-0) | Tchéquie | Rogers Place |

| Feuille de match | Feuille de match                                                                                                | Feuille de match | Feuille de match | Feuille de match                                                                               |
| ---------------- | --- | ---------------- | ---------------- | ---------------------------------------------------------------------------------------------- |
|                  | Cozens (McMichael) — 8 min 22 s Byram (Krebs, Cozens) — 11 min 39 s McMichael (Guhle, Krebs) — 57 min 11 s (CV) | 1-0 2-0 3-0      |                  | Arbitrage : Fraser Lawrence et Tyson Stewart Juges de lignes : Maxime Chaput et Kelsey Mahoney |
| Levi             | Gardiens | Malík            |                  | Arbitrage : Fraser Lawrence et Tyson Stewart Juges de lignes : Maxime Chaput et Kelsey Mahoney |
| 2 min            | Pénalités | 2 min            |                  | Arbitrage : Fraser Lawrence et Tyson Stewart Juges de lignes : Maxime Chaput et Kelsey Mahoney |
| 25               | Tirs | 29               |                  | Arbitrage : Fraser Lawrence et Tyson Stewart Juges de lignes : Maxime Chaput et Kelsey Mahoney |

| 2 janvier | États-Unis | 5-2 (1-0, 2-1, 2-1) | Slovaquie | Rogers Place |

| Feuille de match | Feuille de match | Feuille de match            | Feuille de match                                                            | Feuille de match                                                                                        |
| ---------------- | --- | --------------------------- | --------------------------------------------------------------------------- | --- |
|                  | Kaliyev (Boldy, Zegras) — 10 min 44 s (SN) Farinacci (Johnson, Berard) — 31 min 55 s Caufield (Zegas) — 36 min 53 s (2 SN) - Farinacci (Brink) — 55 min 46 s Beniers (Brink) — 58 min 36 s (CV) | 1-0 2-0 3-0 3-1 3-2 4-2 5-2 | - Kašlík (Nemec, Kolenič) — 38 min 32 s Sojka (Kňažko) — 49 min 50 s (SN) - | Arbitrage : Guillaume Labonte et Mark Pearce Juges de lignes : Guillaume Brunelle et Tarrington Wyonzek |
| Knight           | Gardiens | Latkóczy                    |                                                                             | Arbitrage : Guillaume Labonte et Mark Pearce Juges de lignes : Guillaume Brunelle et Tarrington Wyonzek |
| 18 min           | Pénalités | 10 min                      |                                                                             | Arbitrage : Guillaume Labonte et Mark Pearce Juges de lignes : Guillaume Brunelle et Tarrington Wyonzek |
| 43               | Tirs | 18                          |                                                                             | Arbitrage : Guillaume Labonte et Mark Pearce Juges de lignes : Guillaume Brunelle et Tarrington Wyonzek |

#### Demi-finales
| 4 janvier | Canada | 5-0 (3-0, 1-0, 1-0) | Russie | Rogers Place |

| Feuille de match | Feuille de match | Feuille de match    | Feuille de match | Feuille de match                                                                               |
| ---------------- | --- | ------------------- | ---------------- | ---------------------------------------------------------------------------------------------- |
|                  | Newhook (Schneider, Quinn) — 59 s McMichael (Pelletier, Cozens) — 10 min 33 s Perfetti (Byram, Cozens) — 15 min 5 s (SN) Schneider (Suzuki, Mercer) — 24 min 9 s Cozens (Pelletier) — 58 min 31 s (CV) | 1-0 2-0 3-0 4-0 5-0 |                  | Arbitrage : Olivier Gouin et Brett Roeland Juges de lignes : Jonathan Deschamps et Ben O'Quinn |
| Levi             | Gardiens | Askarov             |                  | Arbitrage : Olivier Gouin et Brett Roeland Juges de lignes : Jonathan Deschamps et Ben O'Quinn |
| 4 min            | Pénalités | 8 min               |                  | Arbitrage : Olivier Gouin et Brett Roeland Juges de lignes : Jonathan Deschamps et Ben O'Quinn |
| 35               | Tirs | 28                  |                  | Arbitrage : Olivier Gouin et Brett Roeland Juges de lignes : Jonathan Deschamps et Ben O'Quinn |

| 4 janvier | États-Unis | 4-3 (1-1, 2-0, 1-2) | Finlande | Rogers Place |

| Feuille de match | Feuille de match | Feuille de match            | Feuille de match | Feuille de match                                                                                        |
| ---------------- | --- | --------------------------- | --- | --- |
|                  | Turcotte (Kaliyev, Faber) — 12 min 39 s - Farinacci (LaCombe) — 35 min 53 s Boldy (Zegras, Caufield) — 37 min (SN) - Kaliyev (Turcotte, Sanderson) — 58 min 44 s | 1-0 1-1 2-1 3-1 3-2 3-3 4-3 | - Simontaival (Puutio, Heinola) — 14 min 6 s (SN) - Simontaival (Puutio, Helenius) — 51 min 38 s Hirvonen (Lundell, Heinola) — 56 min 17 s (SN) - | Arbitrage : Michael Campbell et Carter Sandlak Juges de lignes : Nathan Vanoosten et Tarrington Wynozek |
| Knight           | Gardiens | Piiroinen                   | | Arbitrage : Michael Campbell et Carter Sandlak Juges de lignes : Nathan Vanoosten et Tarrington Wynozek |
| 10 min           | Pénalités | 4 min                       | | Arbitrage : Michael Campbell et Carter Sandlak Juges de lignes : Nathan Vanoosten et Tarrington Wynozek |
| 26               | Tirs | 36                          | | Arbitrage : Michael Campbell et Carter Sandlak Juges de lignes : Nathan Vanoosten et Tarrington Wynozek |

#### Match pour la troisième place
| 5 janvier | Finlande | 4-1 (0-1, 1-0, 3-0) | Russie | Rogers Place |

| Feuille de match | Feuille de match | Feuille de match    | Feuille de match                | Feuille de match                                                                             |
| ---------------- | --- | ------------------- | ------------------------------- | -------------------------------------------------------------------------------------------- |
|                  | - Lundell (Niemelä, Mäntykivi) — 25 min 5 s Petman (Viro, Helenius) — 41 min 13 s Lundell — 58 min 32 s (CV) Pärssinen (Pyythiä) — 59 min 47 s (CV) | 0-1 1-1 2-1 3-1 4-1 | Safonov (Grochev) — 6 min 3 s - | Arbitrage : Michael Campbell et Kyle Kowalski Juges de lignes : Maxime Chaput et Ben O'Quinn |
| Pirrionen        | Gardiens | Askarov             |                                 | Arbitrage : Michael Campbell et Kyle Kowalski Juges de lignes : Maxime Chaput et Ben O'Quinn |
| 4 min            | Pénalités | 6 min               |                                 | Arbitrage : Michael Campbell et Kyle Kowalski Juges de lignes : Maxime Chaput et Ben O'Quinn |
| 32               | Tirs | 29                  |                                 | Arbitrage : Michael Campbell et Kyle Kowalski Juges de lignes : Maxime Chaput et Ben O'Quinn |

#### Finale
| 5 janvier | Canada | 0-2 (0-1, 0-1, 0-0) | États-Unis | Rogers Place |

| Feuille de match | Feuille de match | Feuille de match | Feuille de match                                                         | Feuille de match                                                                                     |
| ---------------- | ---------------- | ---------------- | ------------------------------------------------------------------------ | --- |
|                  |                  | 0-1 0-2          | Turcotte (Helleson, Zegras) — 13 min 25 s Zegras (Kaliyev) — 20 min 32 s | Arbitrage : Olivier Gouin et Carter Sandlak Juges de lignes : Jonathan Deschamps et Nathan Vanoosten |
| Levi             | Gardiens         | Knight           |                                                                          | Arbitrage : Olivier Gouin et Carter Sandlak Juges de lignes : Jonathan Deschamps et Nathan Vanoosten |
| 2 min            | Pénalités        | 2 min            |                                                                          | Arbitrage : Olivier Gouin et Carter Sandlak Juges de lignes : Jonathan Deschamps et Nathan Vanoosten |
| 34               | Tirs             | 21               |                                                                          | Arbitrage : Olivier Gouin et Carter Sandlak Juges de lignes : Jonathan Deschamps et Nathan Vanoosten |

### Classement final
Pour les significations des abréviations, voir statistiques du hockey sur glace.
| Place              | Équipe     | Groupe | PJ | V | VP | D | DP | BP | BC | Diff | Pts | Résultat final               |
| ------------------ | ---------- | ------ | -- | - | -- | - | -- | -- | -- | ---- | --- | ---------------------------- |
| Médaille d'or      | États-Unis | B      | 7  | 6 | 0  | 1 | 0  | 36 | 10 | +26  | 18  | Champion du monde            |
| Médaille d'argent  | Canada     | A      | 7  | 6 | 0  | 1 | 0  | 41 | 6  | +35  | 18  | Vice-champion du monde       |
| Médaille de bronze | Finlande   | A      | 7  | 5 | 0  | 2 | 0  | 26 | 15 | +11  | 15  | Troisième place              |
| 4                  | Russie     | B      | 7  | 3 | 1  | 3 | 0  | 19 | 19 | 0    | 11  | Quatrième place              |
| 5                  | Suède      | B      | 5  | 2 | 0  | 2 | 1  | 16 | 12 | +4   | 7   | Éliminé en quart de finale   |
| 6                  | Allemagne  | A      | 5  | 1 | 1  | 3 | 0  | 15 | 30 | -15  | 5   | Éliminé en quart de finale   |
| 7                  | Tchéquie   | B      | 5  | 2 | 0  | 3 | 0  | 10 | 17 | -7   | 6   | Éliminé en quart de finale   |
| 8                  | Slovaquie  | A      | 5  | 1 | 0  | 3 | 1  | 7  | 18 | -11  | 4   | Éliminé en quart de finale   |
| 9                  | Suisse     | A      | 4  | 0 | 0  | 4 | 0  | 5  | 20 | -15  | 0   | Éliminé au tour préliminaire |
| 10                 | Autriche   | B      | 4  | 0 | 0  | 4 | 0  | 1  | 29 | -28  | 0   | Éliminé au tour préliminaire |

### Récompenses individuelles
| Équipe-type des médias                                |
| Stützle Cozens Zegras Heinola Byram Levi MVP : Zegras |
| Stützle Cozens Zegras Heinola Byram Levi MVP : Zegras |

Meilleurs joueurs IIHF :
- Meilleur gardien : Devon Levi (Canada)
- Meilleur défenseur : Topi Niemelä (Finlande)
- Meilleur attaquant : Tim Stützle (Allemagne)

### Statistiques individuelles
Pour les significations des abréviations, voir statistiques du hockey sur glace.
| Clt | Joueur             | Équipe     | PJ | B | A  | Pts | +/- | Pun |
| --- | ------------------ | ---------- | -- | - | -- | --- | --- | --- |
| 1   | Trevor Zegras      | États-Unis | 7  | 7 | 11 | 18  | +9  | 0   |
| 2   | Dylan Cozens       | Canada     | 7  | 8 | 8  | 16  | +1  | 6   |
| 3   | Anton Lundell      | Finlande   | 7  | 6 | 4  | 10  | +7  | 4   |
| 4   | Tim Stützle        | Allemagne  | 5  | 5 | 5  | 10  | -4  | 8   |
| 5   | John-Jason Peterka | Allemagne  | 5  | 4 | 6  | 10  | -5  | 2   |
| 6   | Florian Elias      | Allemagne  | 5  | 4 | 5  | 9   | -2  | 4   |
| 7   | Connor McMichael   | Canada     | 7  | 4 | 4  | 8   | +8  | 4   |
| 8   | Arthur Kaliyev     | États-Unis | 7  | 3 | 5  | 8   | +9  | 4   |
| 9   | Peyton Krebs       | États-Unis | 7  | 3 | 5  | 8   | +8  | 4   |
| 10  | Matthew Boldy      | Canada     | 7  | 3 | 5  | 8   | +8  | 2   |

| Clt | Joueur                | Équipe     | PJ | Min          | BC | Moy  | %Arr  | Bl |
| --- | --------------------- | ---------- | -- | ------------ | -- | ---- | ----- | -- |
| 1   | Devon Levi            | Canada     | 7  | 398 min 7 s  | 5  | 0,75 | 96,40 | 3  |
| 2   | Spencer Knight        | États-Unis | 6  | 332 min 15 s | 9  | 1,63 | 93,96 | 3  |
| 3   | Šimon Latkóczy        | Slovaquie  | 3  | 183 min 54 s | 8  | 2,61 | 92,16 | 1  |
| 4   | Kari Piiroinen        | Finlande   | 6  | 357 min 57 s | 13 | 2,18 | 91,45 | 1  |
| 5   | Iaroslav Askarov      | Russie     | 6  | 360 min 11 s | 15 | 2,50 | 91,38 | 0  |
| 6   | Thibault Fatton       | Suisse     | 3  | 175 min 19 s | 9  | 3,08 | 90,91 | 0  |
| 7   | Hugo Alnefelt         | Suède      | 4  | 203 min 34 s | 8  | 2,36 | 90,24 | 1  |
| 8   | Florian Bugl          | Allemagne  | 3  | 183 min 2 s  | 9  | 2,95 | 89,66 | 0  |
| 9   | Sebastian Wraneschitz | Autriche   | 3  | 169 min 12 s | 21 | 7,45 | 89,18 | 0  |
| 10  | Nick Malík            | Tchéquie   | 4  | 186 min 6 s  | 9  | 2,90 | 89,02 | 1  |

## Autres Divisions
Toutes les compétitions concernant les divisions inférieures ont été annulées en raison de la pandémie de Covid-19,.
| Division | Date de la compétition | Lieu                | Équipes                                                       |
| -------- | ---------------------- | ------------------- | ------------------------------------------------------------- |
| IA       | 13 au 19 décembre 2020 | Hørsholm (Danemark) | Biélorussie Danemark Hongrie Kazakhstan Lettonie Norvège      |
| IB       | 10 au 17 février 2021  | Tallinn (Estonie)   | Estonie France Japon Pologne Slovénie Ukraine                 |
| IIA      | 8 au 14 février 2021   | Brașov (Roumanie)   | Corée du Sud Espagne Grande-Bretagne Italie Lituanie Roumanie |
| IIB      | 8 au 14 février 2021   | Belgrade (Serbie)   | Belgique Chine Croatie Islande Pays-Bas Serbie                |
| III      | 10 au 17 janvier 2021  | Mexico (Mexique)    | Afrique du Sud Bulgarie Israël Mexique Taipei chinois Turquie |